# Ailoche
Ailoche (Anlòche in piemontese) è un comune italiano di 288 abitanti della provincia di Biella, situato al confine nord-orientale della stessa, in Piemonte.
È raggiungibile dalla strada che da Crevacuore porta all'Alpe di Noveis.

## Geografia
Il territorio comunale si sviluppa sui due versanti di un contrafforte, occupando verso est la valle del torrente Strona di Postua, e verso ovest la valle del rio Bodro. Il paese possiede anche delle frazioni, concentrate soprattutto nella parte meridionale, mentre a nord, ricca di pascoli e montagne, viene descritta dallo scrittore Cesare Bozzo come un luogo interessante per passeggiate alpinistiche. Grazie all'intraprendenza di un alpigiano che ha creato un laghetto artificiale la località è divenuta ancora più interessante con le acque di un torrente che discende da quelle alture. Numerose sono le frazioni che costituiscono l'ossatura del paese e che sono punto di partenza per escursioni attraverso boschi ricchi di castagne e funghi.

## Origini del nome
Il significato del toponimo è ancora discusso: Goffredo Casalis sposa l'ipotesi tradizionale che rinvia al dialettale ai loch "ai luoghi", in riferimento a delle zone di pascolo; Dante Olivieri lo lega al lombardo lögh "proprietà rurale", mentre esclude una connessione con loch "allocco".

## Storia
Non annovera fatti di rilievo: l'abitato risale al Medioevo fece parte all'inizio al comune di Crevacuore; nel 1598 cadde sotto il dominio del principato di Masserano e successivamente nel 1741, passò a far parte degli stati del re di Sardegna. Nel 1742 gli abitanti di Ailoche prestarono giuramento a Carlo Emanuele III.
 Il paese diede i natali al beato Giacomino de' Canepacci, nato nell'anno 1438 nella frazione di Piasca, ai tempi in cui il borgo era composto da poche capanne di pastori. Entrò in età giovanile nell'ordine dei Carmelitani di Vercelli. Nella chiesa della Vergine del Carmine il beato svolgeva il compito di accogliere e procurare tutto il necessario ai pellegrini di passaggio, oltre che assistere i carcerati.
 Condusse una vita di preghiera e di digiuni e morì il 3 marzo 1508 dopo aver trascorso gli ultimi anni di vita in convento.
 Nel borgo di Ailoche la casa che gli diede i natali è stata adibita a cappella.

## Monumenti

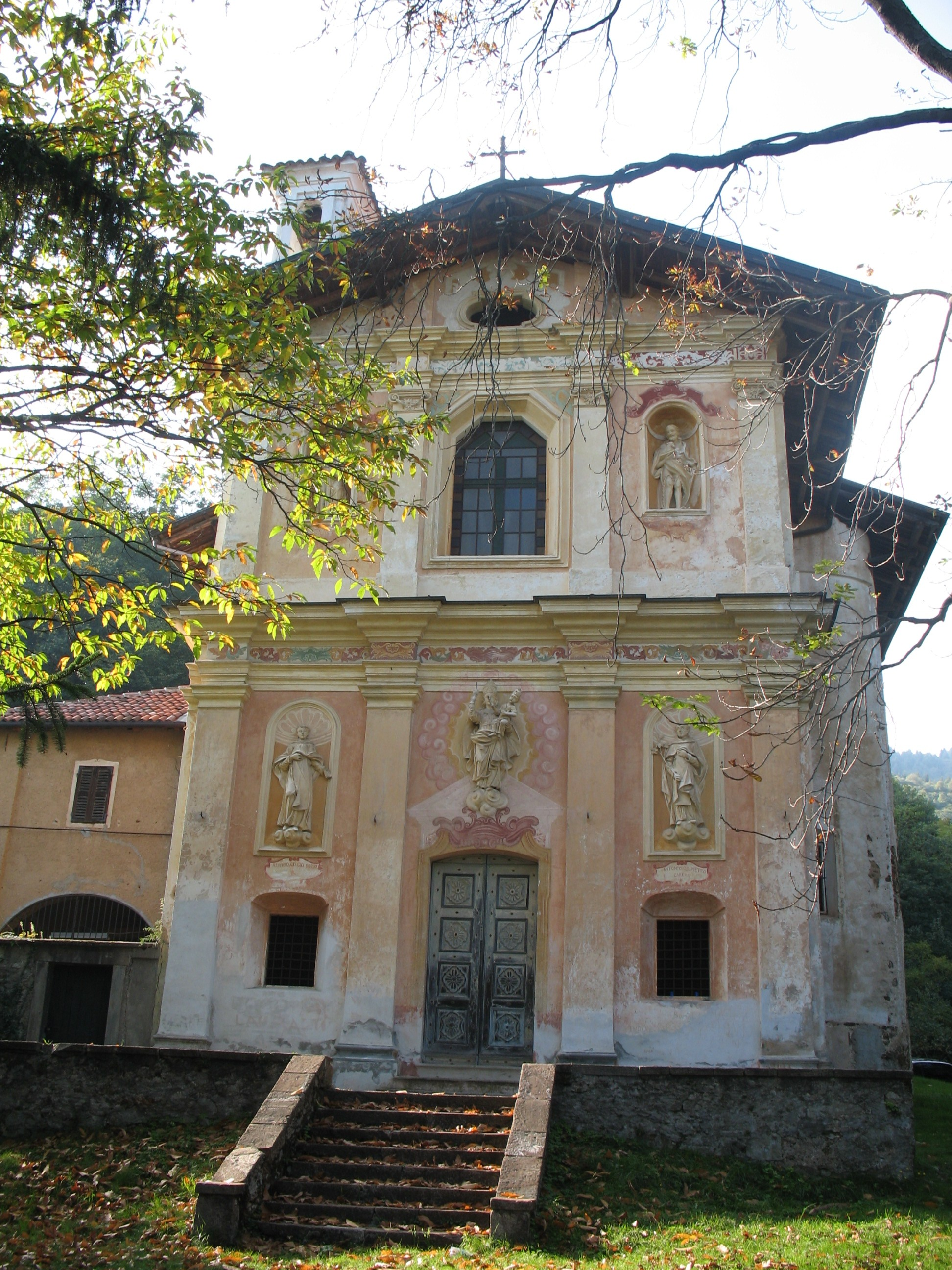
Il santuario della Brugarola

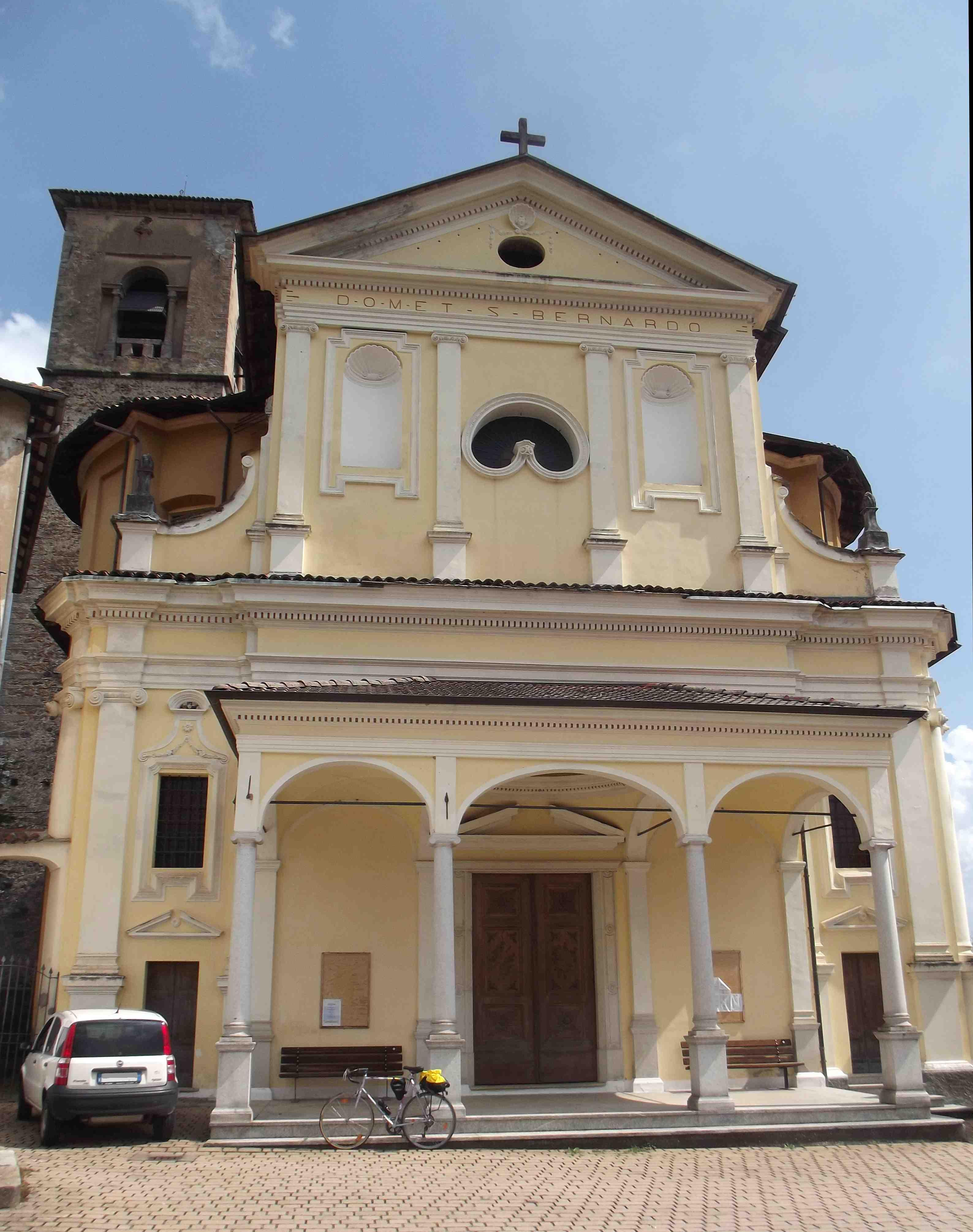
La parrocchiale

Al centro del borgo troviamo la parrocchiale di San Bernardo, risalente al XVII secolo, ma ricostruita su un oratorio precedente. Sempre del XVII secolo, e dedicato alla Madonna d'Oropa, è il santuario mariano della Brugarola, situato nella frazione di Venarolo, presso il quale si svolge una sagra nella giornata di ferragosto.

## Società

### Evoluzione demografica
Abitanti censiti

## Economia

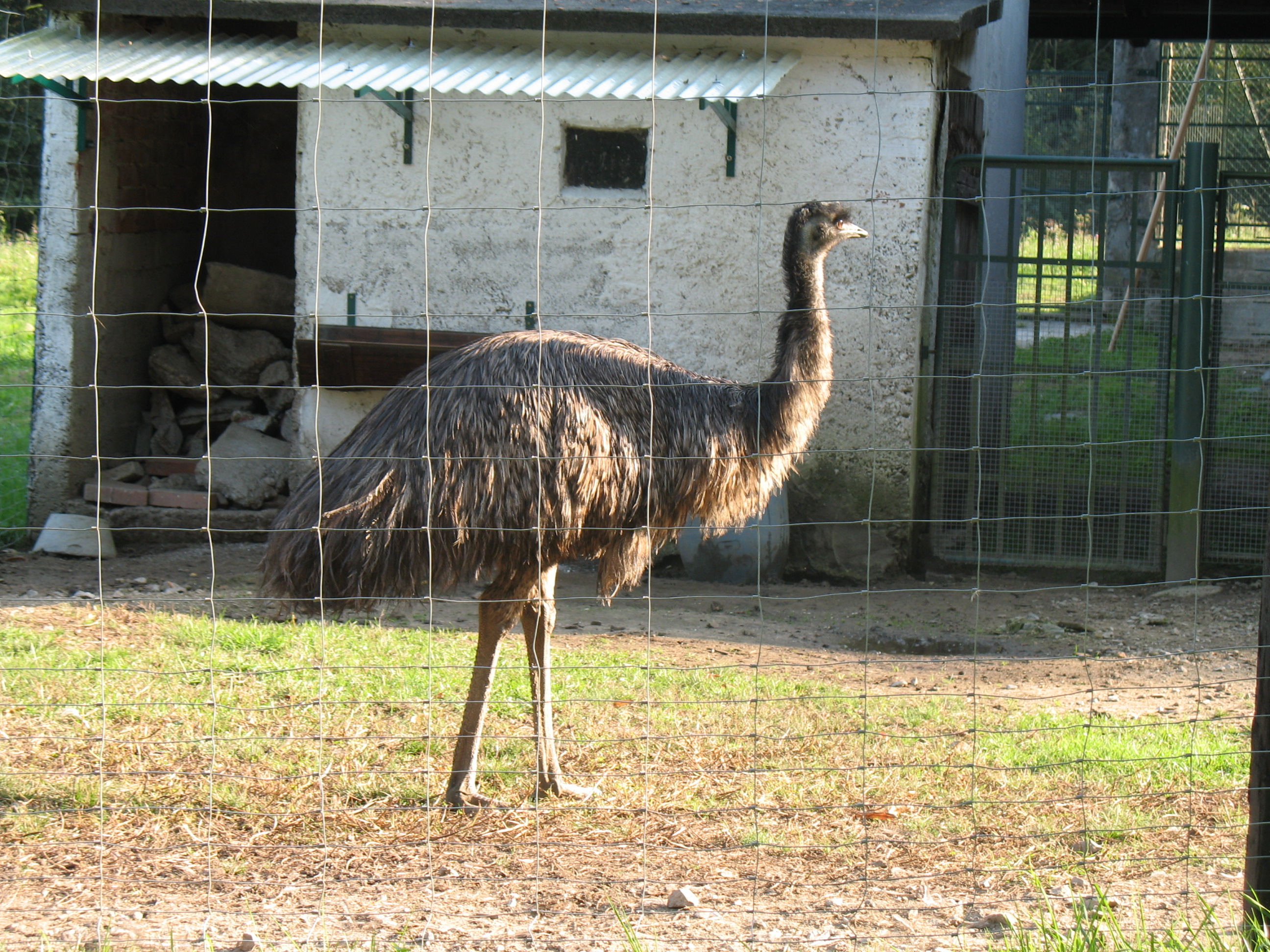
Uno struzzo in un allevamento presso Ailoche

L'economia del paese era una volta basata sulla pastorizia e sull'agricoltura, negli ultimi anni era presente un allevamento di struzzi, ha subito notevoli mutamenti grazie alla nascita e alla crescita di adiacenti centri industriali, mentre dal punto di vista turistico Ailoche è divenuta luogo di villeggiatura.

## Amministrazione

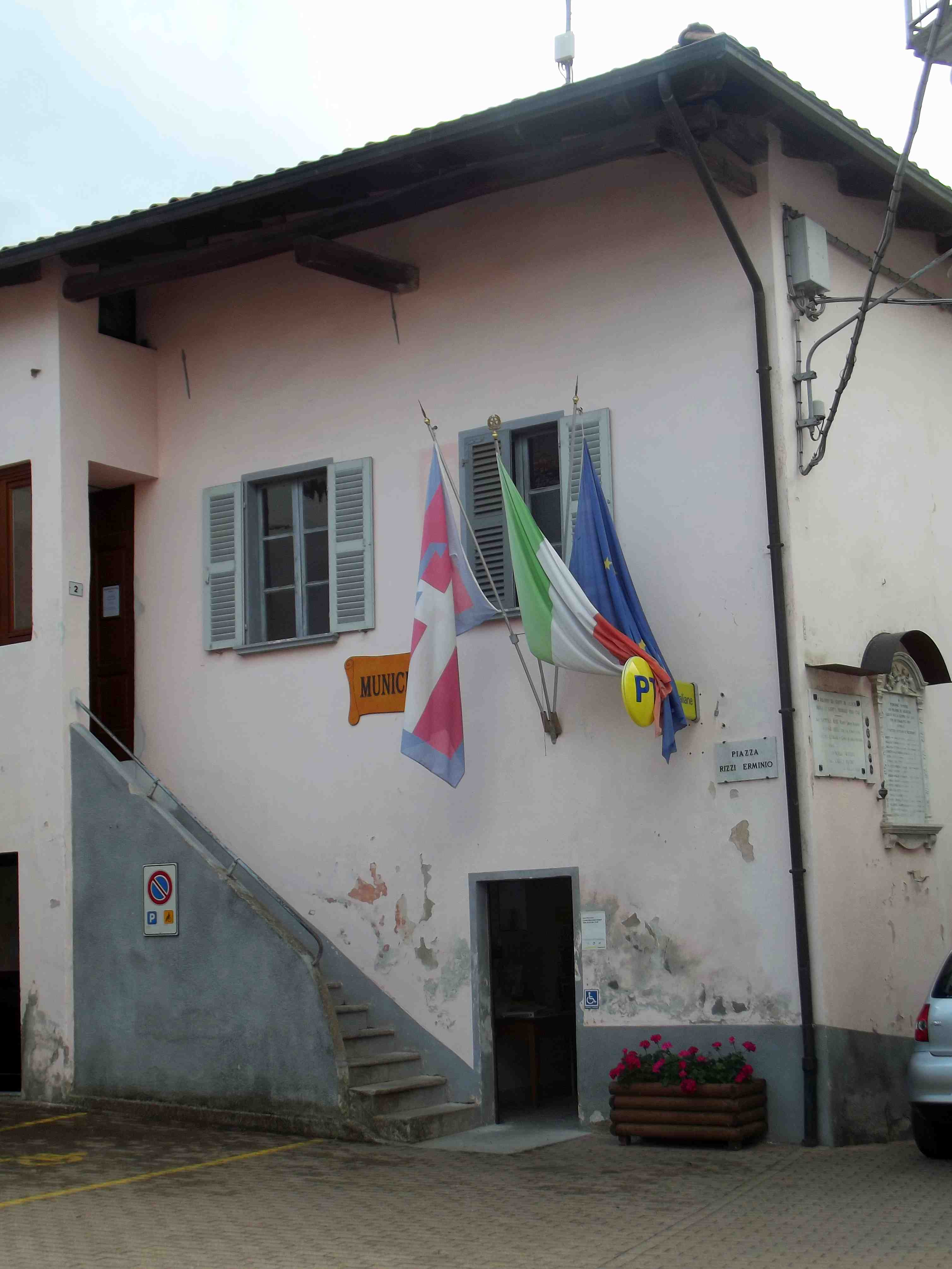
Il municipio

| Periodo | Periodo | Primo cittadino | Partito                  | Carica  | Note |
| ------- | ------- | --------------- | ------------------------ | ------- | ---- |
| 2005    | 2010    | Massimo Langhi  | lista civica             | Sindaco |      |
| 2010    | 2015    | Luigi Algarotti | lista civica             | Sindaco |      |
| 2015    | 2020    | Massimo Langhi  | lista civica Per Ailoche | Sindaco |      |

### Altre informazioni amministrative
Il comune faceva parte prima della Comunità Montana Valle Sessera, poi della  Comunità montana Val Sessera, Valle di Mosso e Prealpi Biellesi, prima della soppressione dell'ente.